# Hexatoma (Eriocera) williamsoni
Hexatoma (Eriocera) williamsoni is een tweevleugelige uit de familie steltmuggen (Limoniidae). De soort komt voor in het Neotropisch gebied.